# Hogga sluser
59°18′10″N 9°2′36″Ø / 59.30278°N 9.04333°Ø
Hogga sluser er det øverste sluseanlæg i Bandakkanalen, som er den øverste og yngste af de to kanaler, som udgør Telemarkskanalen. Sluseanlægget ligger i  elven Straumen ved Bandakmagasinets udløb i Nome. Løftehøjden er 7 meter fordelt på to slusekamre.
Ved Hogga finder man et komplet anlæg med slusevogterbolig, vagtstue og driftsbygninger. Ved sluserne ligger også Hogga kraftverk.